# Табак Сандер

Таба́к Санде́р, или Табак госпожи́ Сандер, часто неправильно Табак Санде́ра (лат. Nicotiana ×sanderae) — вид декоративных травянистых растений из рода Табак семейства Паслёновые (Solanaceae), широко распространен в культуре как декоративное растение наряду с Табаком крылатым (лат. Nicotiana alata). Известен также под названием садовый табак.
Является межвидовым гибридом табака крылатого (лат. Nicotiana alata) и табака Форгета (лат. Nicotiana forgetiana): 
Nicotiana ×sanderae = [Nicotiana alata × Nicotiana forgetiana].
Аналитическое исследование, опубликованное в 1963 году, пришло к выводу, что листья сандера имеют низкую концентрацию никотина и умеренно низкую концентрацию норникотина.

## Распространение и экология
Всемирно распространен в качестве декоративного растения.
Выведены сорта следующих расцветок: белый, розовый, алый, пурпурный, салатовый, лимонный, фиолетовый, синий.
Душистый табак является одним из народных методов борьбы с колорадским жуком. Стебли и листья душистого табака привлекают жуков и личинок, однако, в них сдержатся ядовитые для колорадского жука вещества. В результате вредители погибают. Однако табак также нередко успешно подвергается нападкам колорадского жука ближе к осени, когда отходит картофель.